# Колвези
Колве́зи (фр. Kolwezi) — город и административный центр провинции Луалаба Демократической Республики Конго, к западу от Ликаси. В городе находятся железнодорожный узел и аэропорт Колвези. Население — около 418 000 человек.
Колвези является важным центром добычи меди и кобальта. Здесь также расположены месторождения урана, радия и известняка.

## История
Город был основан в 1937 году как штаб-квартира корпорации High Katanga Mining Association (UMHK).
С середины 1960-х годов в городе работала православная миссия монастыря Григориат греческого монаха Космы Григориата, в 1978 году он был рукоположён во священника и с октября того года вернулся в Заир и провёл оставшуюся часть жизни в этом городе. В Колвези активно работал интернат для мальчиков, было открыто 55 приходов, крещено более 1500 аборигенов; после того, как 27 января 1989 Косма погиб в автокатастрофе, миссионерскую деятельность продолжил иеромонах Мелетий.

### Битва у Колвези
13 мая 1978 года повстанцы при поддержке Анголы захватили город. Для восстановления порядка правительство Заира попросило помощь у США, Франции, Марокко и Бельгии. Для вытеснения повстанцев и спасения заложников в этот район были направлены десантники французского Иностранного легиона под командованием полковника Эрюлена. Бельгийская армия также направила 750 солдат. В результате боёв погибло 700 африканцев, в том числе 250 повстанцев, 170 европейских заложников и 6 десантников.

## Фотогалерея

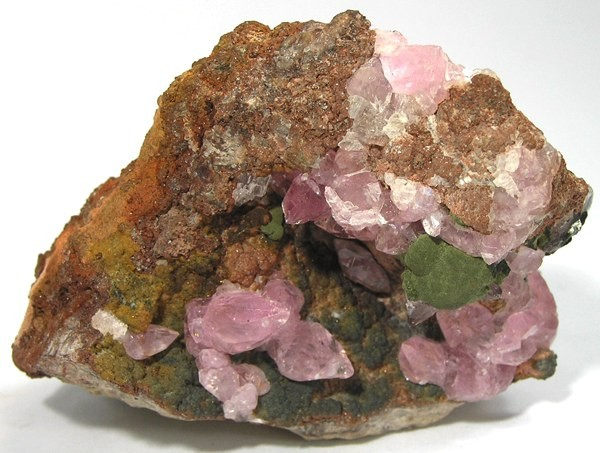
Добытый в Колвези самородок кобальта меди с розовыми вкраплениями кальцита
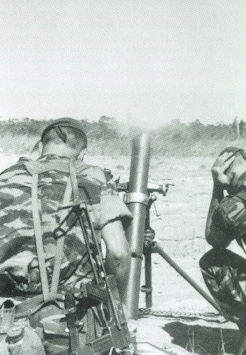
Битва у Колвези, 1978